# 巴拉诺
巴拉诺（法語：Balanod，法語發音：[balano]）是法国汝拉省的一个市镇，属于隆斯勒索涅区。

## 地理
巴拉诺（46°27'22"N, 5°21'20"E）面积4.93 平方千米，位于法国勃艮第-弗朗什-孔泰大區汝拉省，该省份为法国东部内陆省份，北起上索恩省，西北接科多尔省，西临索恩-卢瓦尔省，南至安省，东与杜省和瑞士接壤。
与巴拉诺接壤的市镇（或旧市镇、城区）包括：茹德、蒙塔尼亚勒勒孔迪、圣阿穆尔、孔达勒、莱特鲁瓦堡。

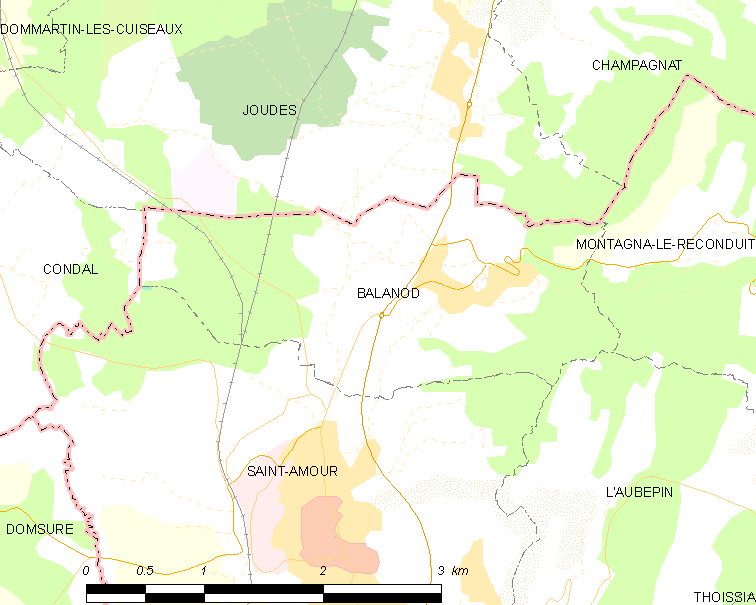
巴拉诺的OSM定位图

巴拉诺的时区为UTC+01:00、UTC+02:00（夏令时）。

## 行政
巴拉诺的邮政编码为39160，INSEE市镇编码为39035。

## 政治
巴拉诺所属的省级选区为圣阿穆尔县。

## 人口

1962-2008年间巴拉诺人口变化图示

巴拉诺于2022年1月1日时的人口数量为333人。